# Likviditetsrisk
Likviditetsrisk är risken att en finansiell aktör drabbas av en förlust på grund av att det inte finns tillräcklig likviditet på marknaden. Dålig likviditet innebär att det är svårt att finna köpare när man vill sälja och vice versa. Om exempelvis en bank innehar en stor position i indexterminer och det visar sig att aktieindexet börjar falla kraftigt, så är det inte säkert att banken kan göra sig av med terminerna för att begränsa förlusterna.